# Tristan Priem
Tristan Priem (Mitcham (Victoria), 12 februari 1976) is een Australisch voormalig wielrenner.

## Belangrijkste overwinningen
1995
- 5e etappe Olympia's Tour

1996
- 6e etappe Herald Sun Tour

## Ploegen
- 1995-Sports Weekly
- 1996-Giant-Australian Institute of Sports
- 1998-Kross-Selle Italia
- 1998-Sella Italia-W52-Loteria Bono del Ciclismo